# Dunblane

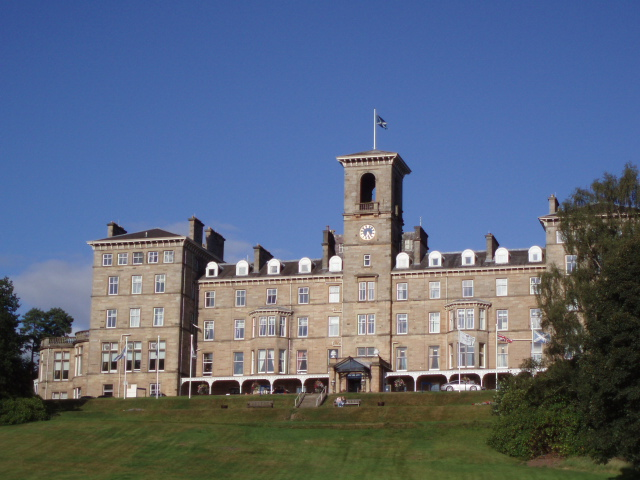
Hotell i Dunblane

Dunblane är en ort i kommunen Stirling i Skottland. Folkmängden uppgick till 8 830 invånare 2012, på en yta av 3,35 km². Orten är känd för Dunblanemassakern den 13 mars 1996, vilket är den värsta attacken på en grundskola i Storbritanniens historia, räknat i antalet döda.